# Chiesa di San Giacomo del Grigliano
La chiesa di San Giacomo del Grigliano è un santuario che sorge nel territorio del Comune di Lavagno, non lontana dal confine col Comune di San Martino Buon Albergo, nel mezzo della vegetazione sulla cima della collina denominata Grigliano, ben visibile per chi percorre l’Autostrada A4 tra i caselli di Soave-San Bonifacio e Verona Est e nei pressi degli svincoli di inizio/termine della Tangenziale Sud di Verona. 
Il nome del colle potrebbe derivare da "grezzo" (nel senso di incolto) o "grigio", visto il colore della materia calcarea e tufacea di cui è costituito.

## Storia
L’evento legato alla costruzione dell’attuale edificio risale al 25 maggio 1393 (o 1395), quando un contadino, Filippo di Lavagno, ruppe un muro della chiesa diroccata di San Giacomo. Secondo un comando che lui disse di aver ricevuto in sogno, scavò nella terra e rinvenne una piccola urna in marmo bianco contenente ossa umane e ritenute come quelle dell’Apostolo Giacomo.
Il ritrovamento delle presunte reliquie provocò l’arrivo di pellegrini, tanto che si iniziò a raccogliere soldi per costruire una chiesa degna dei resti ritrovati. A custodire il denaro fu un certo Garello, il quale fu ucciso dal contadino Filippo, che voleva appropriarsi di tale ricchezza e delle reliquie. Scoperto, fu arrestato e impiccato.
Va detto che la divergenza dei particolari riportata dagli storici del passato fa ipotizzare che la storia sia da considerare come una leggenda, però l'avvenimento fondativo risulta realmente accaduto.
Fu il Comune di Verona, vedendo il crescente fervore popolare, a deliberare l’erezione del tempio, il cui inizio va datato al 20 giugno 1395 (o 1396), quando, alla presenza di una grande folla, monsignor Picinino, coadiutore del Vescovo di Verona Giacomo de' Rossi (vescovo), e l’architetto Nicolò da Ferrara, già autore della Torre del Gardello, presentarono il progetto per la costruzione di una grandissima chiesa in stile gotico a cinque absidi, sulla strada che i pellegrini percorrevano da Venezia verso Santiago di Compostella.
Nel 1397 il Papa Bonifacio IX, con la Bolla Jus Patronati concesse al Comune di Verona il giuspatronato sulla nuova chiesa e il diritto di nominare religiosi e amministratori.
Nel 1407 la costruzione delle absidi era in fase avanzata (nel 1400 era stata terminata la mediana destra e nel 1401 la mediana sinistra), con il Gran Consiglio di Verona pronto a proseguire i lavori e affidare nel 1413 il luogo di culto ai Benedettini di Santa Giustina di Padova, quando il Papa Gregorio XII dichiarò di dubbia autenticità le reliquie ritrovate sul Grigliano. Questo portò all’arresto dei lavori, lasciando ancora oggi la chiesa incompiuta.
Nel 1432 alla chiesa di S. Giacomo fu annessa quella di Lepia in seguito alla soppressione del monastero delle suore di San Giuliano, ritiratesi a Monza.
I Benedettini di Santa Giustina rimasero fino al 1443. Furono successivamente sostituiti, nel 1451, dai Benedettini Olivetani, che completarono la costruzione del chiostro e del portico tra il 1558 e il 1559.
Testimonianza della fede della popolazione di Lavagno e dei paesi vicini verso S. Giacomo fu la preghiera compiuta la domenica mattina del 27 novembre 1630 per chiedere il termine della peste.
Gli Olivetani, nel 1717, restaurarono la chiesa, mentre nel 1767 le autorità veronesi soppressero il monastero, seppur i monaci lasciarono definitivamente il luogo solo nel 1771, dopo la soppressione decisa dal Senato Veneto.
La proprietà del colle era sempre stata del Comune di Verona, che decise di affidare inizialmente la cura a sacerdoti del clero secolare e, dal 1799, ai padri della Congregazione dell'Oratorio. Il passaggio delle truppe francesi nel 1801 e nel 1805 (in quest'ultimo anche con la distruzione dell'altar maggiore e la profanazione delle presunte reliquie) danneggiò le strutture, tanto che i Filippini decisero di rinunciare alla custodia del santuario, che ritornarono dopo le suppliche della popolazione.
Va detto che già dal 1787 il Comune di Verona assegnò ai fratelli Faccioli tutti i fabbricati esistenti con circa cinquanta ettari di terreno per soddisfare dei debiti con essi.
Nel 1816, dopo la definitiva rinuncia dei Filippini, la proprietà del colle tornò in mano ad Antonio Faccioli, il quale supplicò il Vescovo Innocenzo Liruti perché fossero ricollocate le presunte reliquie, cosa che avvenne il 27 luglio 1816.
I fratelli Faccioli rimasero proprietari del luogo fino al 1857. Successivamente il colle fu acquistato da Pietro Gonzales e poi da Rosa Libanti. 
In questo periodo sorse il dubbio su come potessero trovarsi sul Grigliano i resti dell'Apostolo Giacomo se questi erano venerati da lungo tempo in Spagna. Fu lo stesso Arcivescovo di Santiago di Compostela, il Cardinale Miguel Payá y Rico (sotto il cui episcopato furono ritrovati i resti di S. Giacomo) a presentare la questione a Papa Leone XIII, che, nel 1884, rispose minacciando di scomunica chi riteneva che i resti dell'Apostolo si trovassero fuori dalla Spagna.
Nel 1895 i nuovi proprietari del colle, i fratelli Milani, edificarono l'omonima villa, in stile neogotico-moresco, e creando l'attuale parco.
Nel 1936 tutto il complesso passò nuovamente di mano, acquistato dai fratelli Ignazio e Bartolo Battiato, che, alla fine della Seconda Guerra Mondiale, donarono la chiesa e la villa alla Congregazione dei Poveri Servi della Divina Provvidenza, fondata da San Giovanni Calabria. La presa di possesso fu il 25 luglio 1951, festa dell'Apostolo.
La Congregazione calabriana istituì qui l'"Oasi S. Giacomo" per esercizi spirituali e altre attività spirituali.

## Descrizione

### Esterno

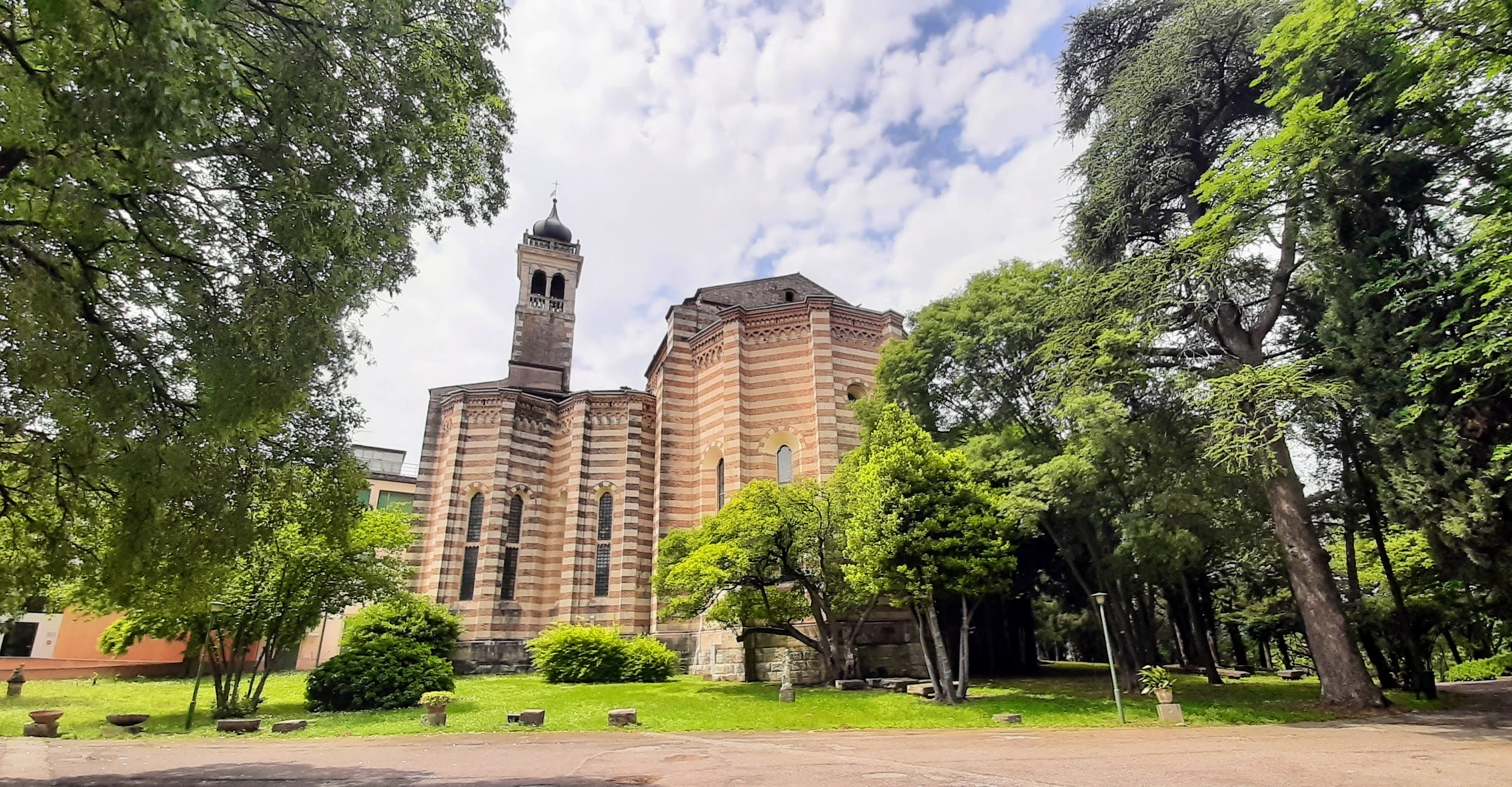
L'abside centrale e le due laterali a destra rispetto alla facciata.

L’attuale facciata a capanna non è altro che il prospetto delle cinque absidi, chiuse con muratura grezza verso occidente al di sotto delle arcate ogivali, mentre al di sopra delle stesse vi sono i mattoni a vista.
Interessante il prospetto absidale, con quella centrale con cinque lati, mentre le quattro laterali hanno quattro lati, tutte percorse da corsi di tufo e cotto alternati, con lesene negli angoli e basamento in pietra viva.
Nelle pareti, a dare luce all’interno, si trovano otto lunghe finestre ogivali trilobate, divise a metà da archetti pensili e ogivali. Nell’abside maggiore è pure presente un piccolo rosone centrale.

### Interno
La chiesa, seppur incompiuta, rimane un capolavoro del gotico veronese. Se fosse stata completata, sarebbe stata somigliante alla Basilica di Santa Anastasia e alla chiesa di San Fermo Maggiore, entrambe a Verona.
Oggi l’abside maggiore costituisce la vera chiesa, mentre quelle minori sono state adibite come sacrestia, come base del campanile e come parte della cripta.
Le pareti erano già state decorate da vari affreschi, in prevalenza raffiguranti la Vergine Maria con il Bambino Gesù, San Giacomo e San Giovanni Battista, la cui esecuzione va datata tra la fine del Trecento e l’inizio del Quattrocento. 
Queste opere, in parte staccate e ricollocate all’interno della chiesa e nella vicina villa, sono state attribuite a Martino da Verona e alla sua scuola, seppur ci sia ancora discussione sull’attribuzione.
Il più conosciuto degli affreschi è oggi alla parete sinistra dell’abside maggiore, raffigurante la Madonna con Bambino, San Giacomo Apostolo, San Benedetto da Norcia e una santa, con stilemi che richiamano Altichiero da Zevio e attribuibili al già citato Martino da Verona.
Nella stessa parete è presente una Madonna col Bambino incoronata da due angeli, sicuramente parte di un’opera più grande e oggi in pessime condizioni.
Altro affresco, sempre nell’abside centrale, è quello della Madonna in trono con Bambino, San Giacomo apostolo e San Giacomo Battista, strappato dall’abside mediana destra, dov’è visibile la sinopia.
Da segnalare anche il San Giacomo apostolo staccato dall’abside che oggi funge da sacrestia e un altro San Giacomo, di migliore fattura del primo.
L’abside maggiore presenta anche una Madonna col Bambino, San Giacomo e un santo, purtroppo opera deteriorata, e un grande affresco, rovinato irrimediabilmente per aprire una porta, con Cristo e San Benedetto. Lo sfondo, con un’architettura gotica elaborata, richiama un affresco presente nella Basilica di San Zeno in Verona, attribuibile a Jacopo da Verona.
Nelle altre absidi sono visibili le sinopie di affreschi strappati nella metà del XX secolo e portati nella vicina ex villa Milani, mentre il migliore affresco in esse ancora presente è un San Giacomo, con i suoi attributi iconografici (il bastone del pellegrino e un libro), probabilmente di Martino da Verona.
Nell’abside centrale sono presenti tre altari, fatti collocare dagli Olivetani alla fine del XVII secolo.

L’altare maggiore custodisce ancora oggi le presunte reliquie ritrovate da Filippo di Lavagno, visibili tramite l’apertura del pregevole paliotto in rame dell’altare.Sopra di esso è collocata una tela con le ‘’Nozze mistiche di Santa Caterina col Bambino’’, presenti la Vergine Maria e i Santi Giuseppe, Maria Maddalenae Giacomo, copia di un originale del 1526 di Francesco Torbido, che era stato qui portato dalla chiesa di Santa Maria in Organo, secondo l’idea olivetana di portare in chiese periferiche vecchie pale d’altare. Secondo Edoardo Arslan la tela originale si trovava a Potsdam, in Germania, ma risulta scomparsa dalla fine della secondo conflitto mondiale.
Sono perdute anche le pitture descritte dagli storici settecenteschi ed eseguite durante la presenza olivetana.
Sull’altare laterale sinistro vi è una statua della Madonna del Carmelo col Bambino.
Nella cripta, realizzata nel 1976 sotto l'abside estrema destra, è ancora visibile l’urna romana in marmo greco dove si dice siano state ritrovate le presunte reliquie di San Giacomo.

## Campanile e campane

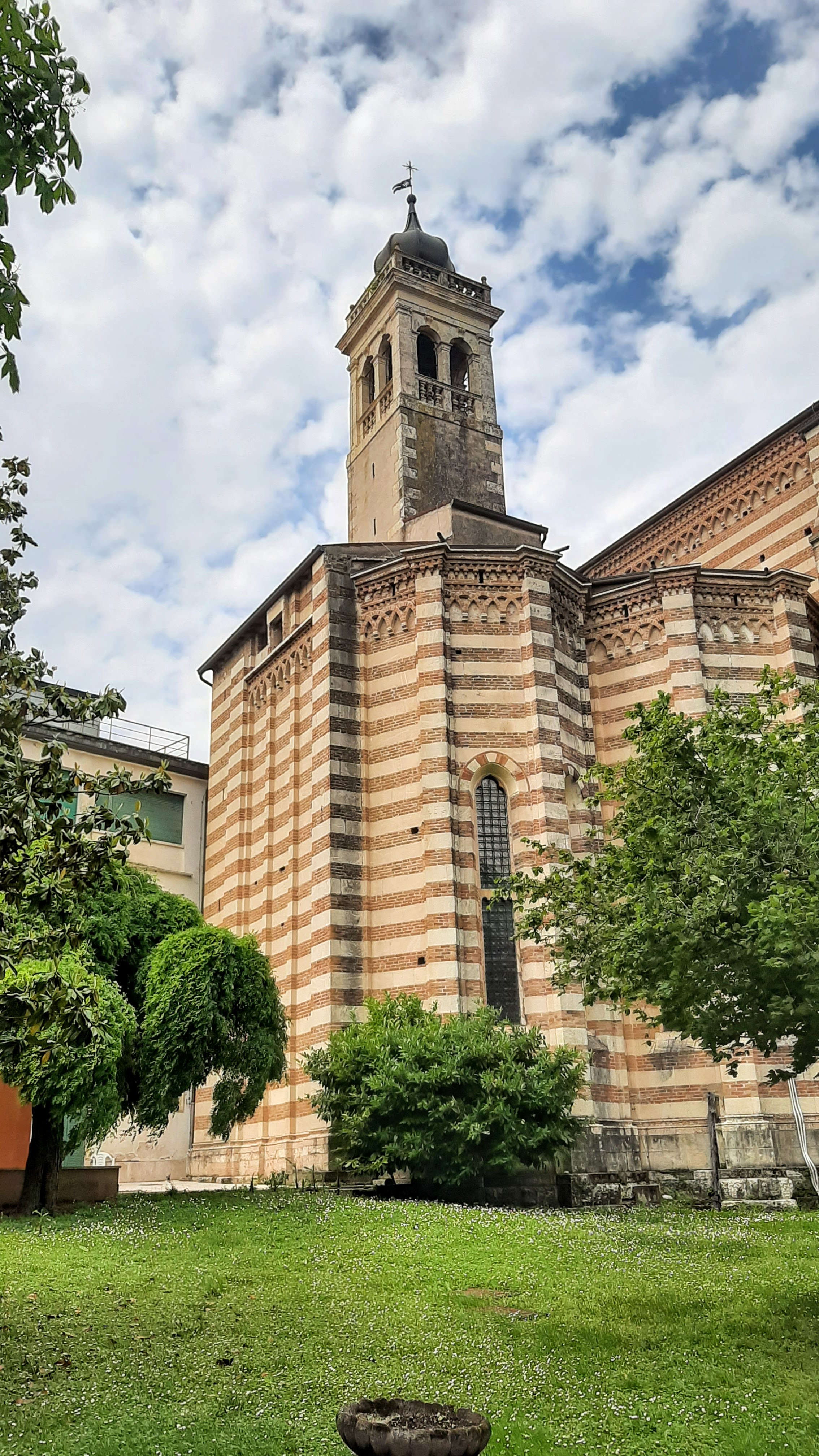
Il campanile.

Il campanile, in stile barocco, voluto dagli Olivetani nel Seicento, è stato costruito sopra l’abside più esterna sul lato destro. Avente base quadrata, presenta una cella campanaria con bifore su ogni lato, mentre la torre presenta una copertura a cipolla, circondata da una balaustra, su cui si erge una croce metallica con banderuola segnavento.
Il concerto campanario presente oggi sulla torre è composto da 3 campane montate alla veronese e suonabili manualmente. 
Questi i dati del concerto:
1 – DO4 – diametro 729 mm - peso 230 kg - Fusa nel 1741 da Poni di Verona.
2 – MIb4 – diametro 595 mm - peso 122 kg - Fusa nel 1892 da Cavadini di Verona.
3 – SOL4 – diametro 495 mm – peso 73 kg - Fusa nel 1892 da Cavadini di Verona.